# Naja arabica
Espèce
Synonymes
- Naja haje arabica Scortecci, 1932

Statut de conservation UICN

 LC  : Préoccupation mineure
Naja arabica est une espèce de serpents de la famille des Elapidae.

## Répartition
Cette espèce se rencontre en Arabie saoudite, au Yémen et en Oman.

## Étymologie
Cette espèce est nommée en référence à son lieu de découverte, l'Arabie.

## Publication originale
- Scortecci, 1932 : Rettili dello Yemen. Atti della Societa Italiana di. Scienze Naturali e del Museo Civico di Storia Naturale, vol. 71, no 1, p. 39-49.